# Base aérienne de Khourba
Khourba est une base aérienne des Forces aérospatiales russes dans le raïon de Komsomolsk du kraï de Khabarovsk, en Russie. Elle est située à dix-sept kilomètres de Komsomolsk-sur-l'Amour.

## Usage
Le 277e régiment de bombardiers de la Garde (277 Gv BAP) y est basé,volant sur Sukhoi Su-24M2s  puis Soukhoï Su-34 (Fullback).
Le régiment est déployé sur la base aérienne de Lida depuis le début de l'Invasion de l'Ukraine par la Russie en 2022.